# Ernest Johann Nepomuk von Herberstein

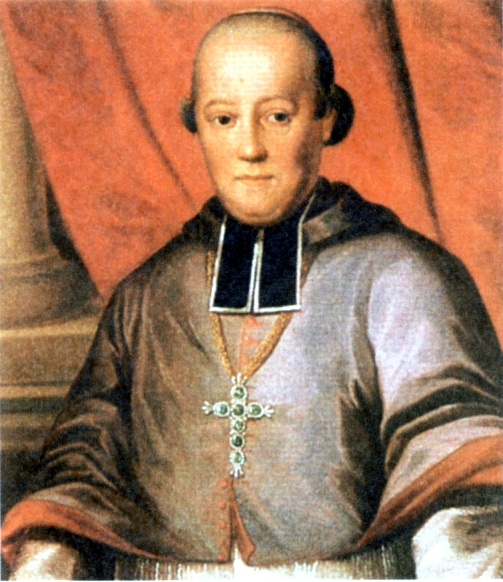
Porträt Bischof Herbersteins

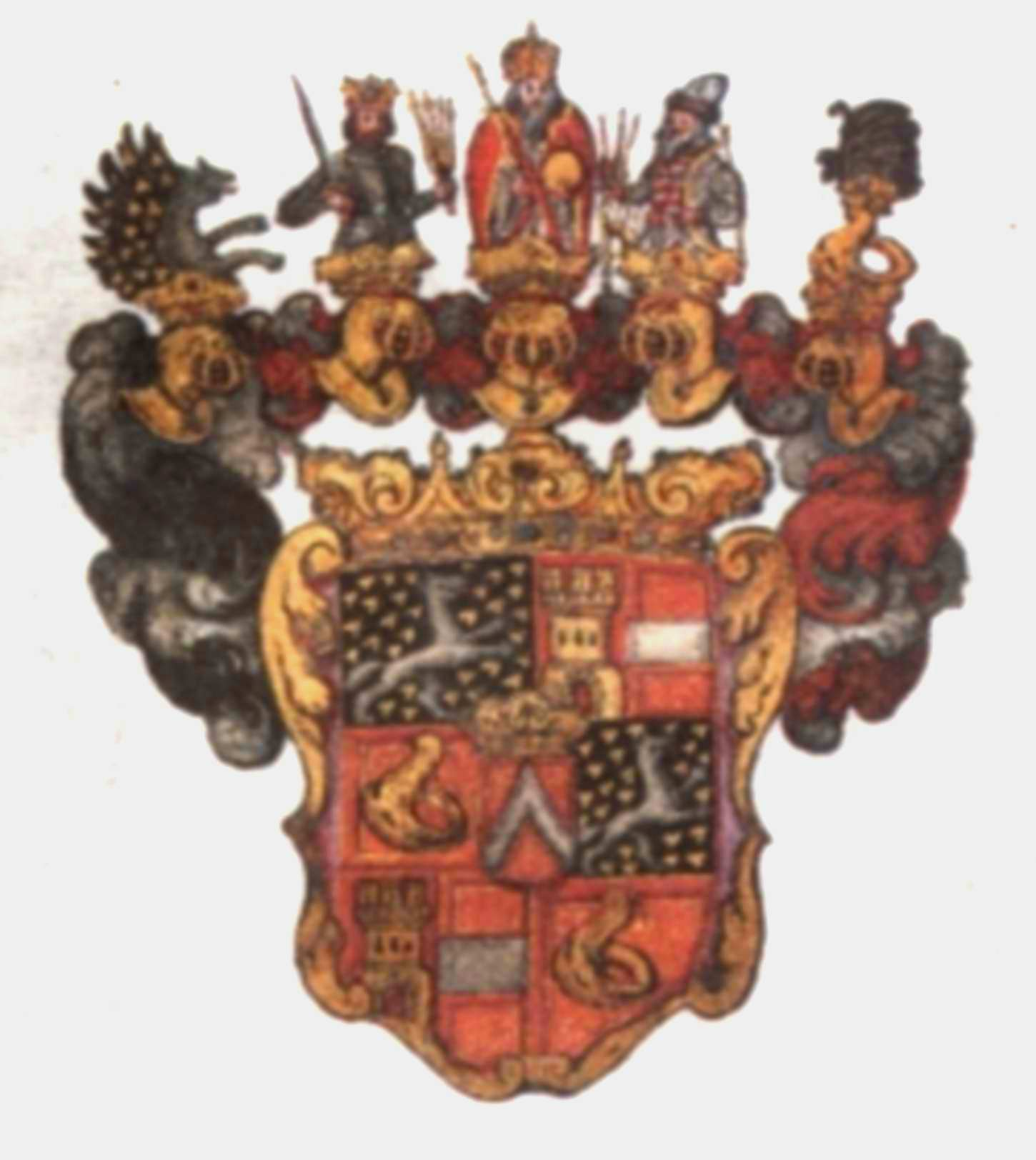
Familienwappen Herberstein

Ernest Johann Nepomuk von Herberstein (* 20. April 1731 in Wien; † 17. März 1788 in Linz) war ein österreichischer römisch-katholischer Geistlicher und der erste Bischof von Linz.

## Leben
Ernest Johann Nepomuk wurde als Sohn des Staatsbeamten Ferdinand Leopold Herberstein aus dem oststeirischen Adelsgeschlecht Herberstein und dessen Frau Maria Anne von Ulm-Erbach geboren. Bereits 1746 wurde er Kanoniker von Freising. Er studierte Philosophie an der Universität Wien und Katholische Theologie in Rom. 1752 wurde der zum Doktor promoviert. Am 3. März 1754 empfing er die Priesterweihe.
1755 erhielt er ein Kanonikat in Passau. Am 8. März 1767 wurde er zum Weihbischof von Freising geweiht, sein Titularbistum war Eucarpia.
Maria Theresia schlug ihn 1776 als Generalvikar des Bistums Passau für Niederösterreich vor. Er trat sein Amt am 12. September an. Er tat dies sehr gewissenhaft und erfüllte zunächst die kirchenpolitischen Vorschriften Joseph II. genau.
Nach dem Tod des Passauer Bischofs Leopold Ernst von Firmian am 13. März 1783 begann Kaiser Joseph II. mit der Neueinteilung der Diözesen in Österreich. Für Oberösterreich, das bisher zur Diözese Passau gehört hatte, schuf er die neue Diözese Linz und ernannte Herberstein am 15. März zu deren Bischof. Am 4. Juli 1784 verzichtete der neue Passauer Bischof Joseph Franz Anton von Auersperg auf das Diözesangebiet in Österreich. Am 28. Januar 1785 errichtete Papst Pius VI. offiziell die neue Diözese und am 1. Mai wurde Herberstein als Bischof in sein Amt eingeführt.
In der Folgezeit geriet er mit der Kirchenpolitik Joseph II. oft in Konflikt. Zur Einführung der josephinischen Gottesdienstordnung hielt er vom 27. bis 28. November 1787 eine Diözesansynode ab.
Er wurde nach seinem Tod im Alten Dom von Linz beigesetzt. Nach der Fertigstellung des Neuen Doms wurden seine sterblichen Überreste (ebenso wie die der übrigen im Alten Dom bestatteten Bischöfe von Linz) 1924 in die neue Kathedrale verlegt.